# Salomo och drottningen av Saba
Kung Salomo och drottningen av Saba är en amerikansk film från 1959 i regi av King Vidor.

## Om filmen
Det var regissören King Vidors sista film. Under filminspelningen i Madrid, dog Tyrone Power, filmens ursprungliga huvudrollsinnehavare av en hjärtattack. Han ersattes av Yul Brynner.

## Rollista (i urval)
- Yul Brynner - Salomo
- Gina Lollobrigida - drottningen av Saba
- George Sanders - Adonijah
- Marisa Pavan - Abishag
- David Farrar - Farao
- John Crawford - Joab
- Finlay Currie - kung David
- Harry Andrews - Baltor